# Hermann Grote (numismatiker)

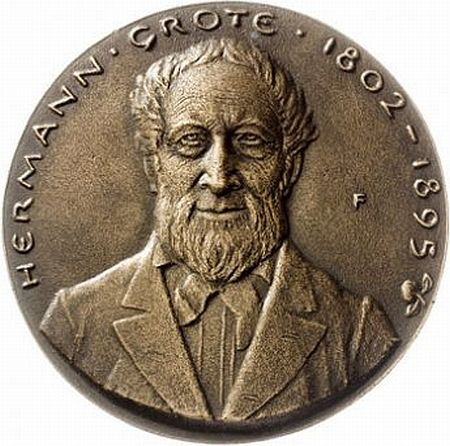
Bronsmedalj föreställande Grote.

Hermann Grote, född den 28 december 1802 i Hannover, död där den 3 mars 1895, var en tysk numismatiker och heraldiker.
Grote uppsatte och redigerade tidskriften "Blätter für Münzkunde" (4 band, 1834-39; ny följd: "Münz-studien", 9 band, 1855-77), i vilken han offentliggjorde sina numismatiska arbeten. 
Grote utgav även bland annat vetenskapligt utarbetade Stammtafeln (1877), innehållande genealogiska tabeller samt regentlängder med mera.